# Gynanisa ata
Gynanisa ata är en fjärilsart som beskrevs av Embrik Strand 1911. Gynanisa ata ingår i släktet Gynanisa och familjen påfågelsspinnare. Inga underarter finns listade i Catalogue of Life.